# 孟德爾隨機化
在流行病学中，孟德尔随机化（Mendelian randomization, MR）是一种使用测量的基因变异来确认暴露对结果的因果影响的方法。在关键假设下（见下文），该设计减少了反向因果关系和干扰因子，这通常会严重阻碍或误导对流行病学研究结果的解释。

## 孟德尔随机化的定义和假设
孟德尔随机化 (MR) 从根本上说是一种来自计量经济学的工具变量方法。该方法使用与推定的暴露密切相关的种系遗传变异的特性（通常以单核苷酸多态性（SNP）的形式）作为该暴露的工具变量，以此来测试和估计观察数据中体现出来的暴露对于目标结果的因果效应。该方法使用的遗传变异要么对暴露产生众所周知的影响（例如重度吸烟的倾向），要么产生与暴露产生的影响相似的影响（例如升高的血液胆固醇 ）。重要的是，基因型只能通过其对该暴露的影响间接影响疾病状态。 

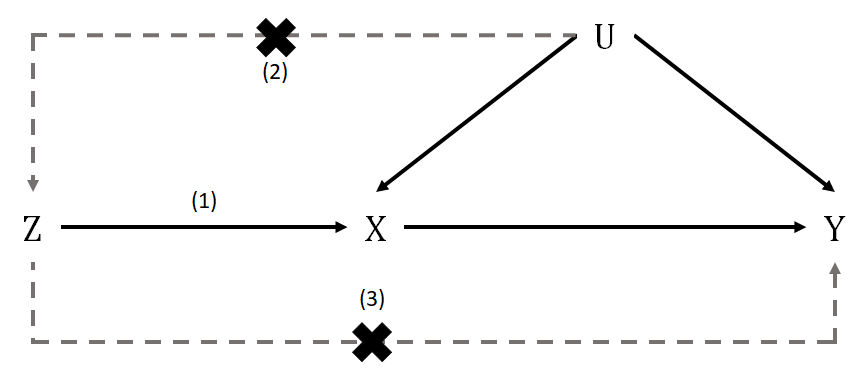
通常用这样的有向无环图表示孟德尔随机化框架及其核心假设。

孟德尔随机化的核心其实是利用了孟德尔第二定律，也就是自由组合规律(law of independent assortment）。由于基因型在减数分裂期间从父母传给后代时是随机分配的，因此在大群体尺度，按照与暴露相关的遗传变异对实验对象所做的划分，应该与通常困扰观察性流行病学研究的干扰因子基本无关。种系遗传变异（即可以遗传的变异）也在受孕时暂时固定，不会因任何结果或疾病的发生而改变，从而排除反向因果关系。此外，鉴于现代基因分型技术的改进，遗传数据的测量误差和系统性错误分类通常较低。因此，孟德尔随机化可以被认为类似于“自然的随机对照试验”。
孟德尔随机化需要三个核心工具变量假设，即：
1. 相关性假设：用作工具变量的遗传变异与暴露有关
2. 独立性/可交换性假设：遗传变异和目标结果没有共同的原因（即没有干扰因子）
3. 排斥性/无水平多效性假设：除了通过暴露外，遗传变异和结果之间没有独立的因果途径